# Dietrich Nummert

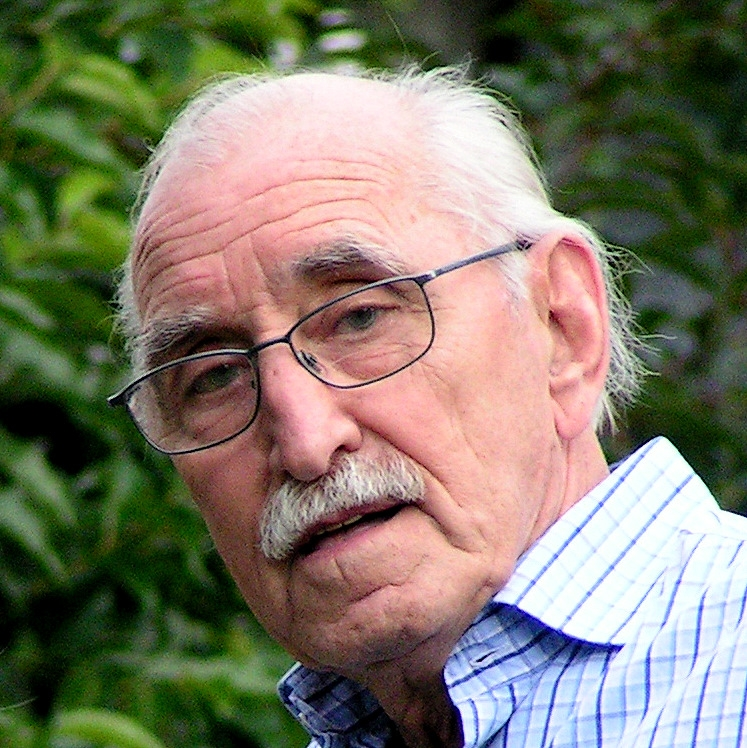
Dietrich Nummert (2004)

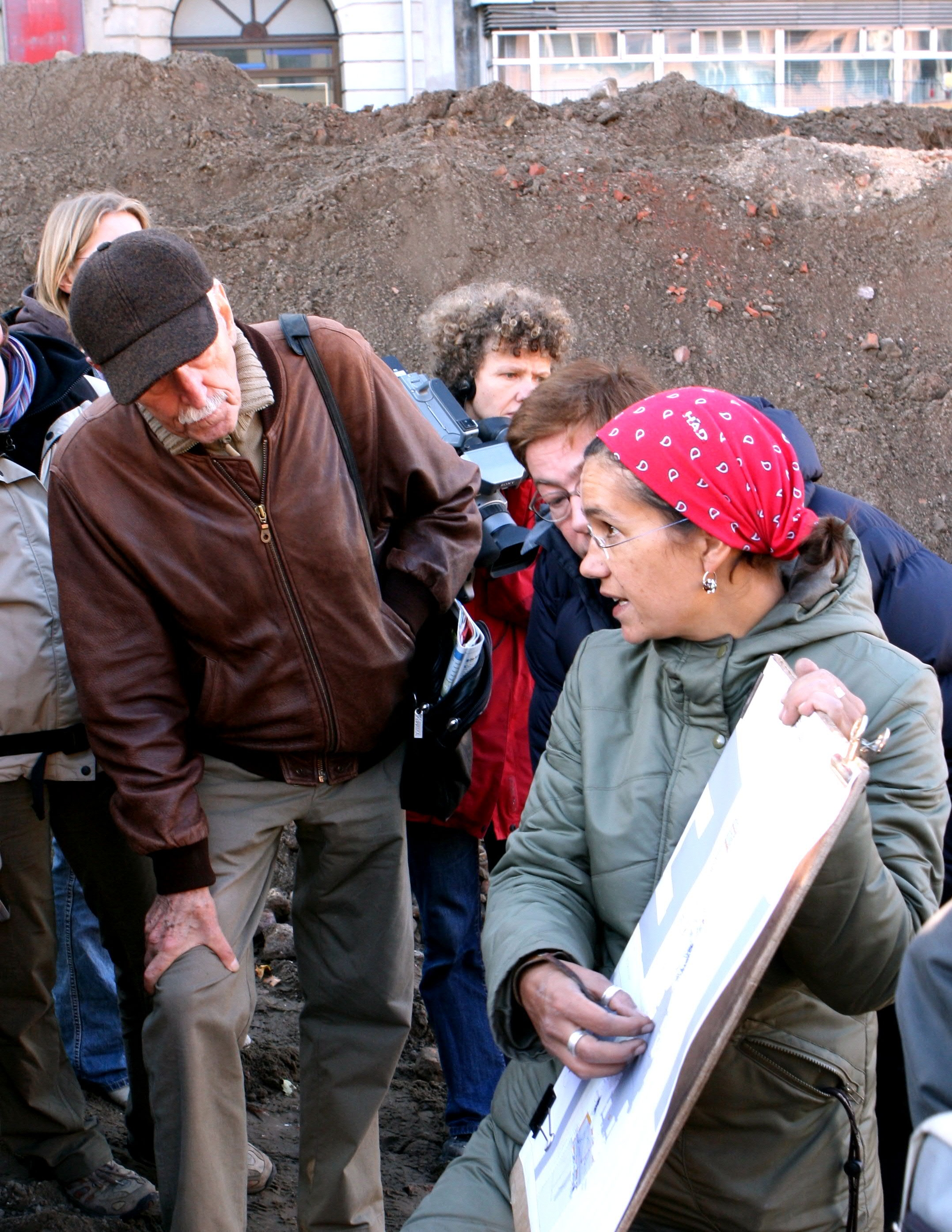
Dietrich Nummert und Claudia Melisch auf dem Berliner Petriplatz 2007

Dietrich Karl Nummert (* 12. Mai 1928 in Mönchengladbach; † 28. Juni 2010 in Berlin) war ein deutscher Journalist und Autor.

## Leben
Als Sohn von Luise und Friedrich Nummert wuchs Dietrich Nummert im ostpreußischen Insterburg auf und machte zuerst eine Ausbildung zum Motorenschlosser. Kurz vor Ende des Zweiten Weltkriegs arbeitete er in den Ernst Heinkel Flugzeugwerken in Rostock-Marienehe und nach dem Krieg in der Rostocker Neptun Werft, wo er eine Jugendbrigade leitete. Nach dem Krieg lebte er zunächst in Lauenburg/Elbe, danach in Berlin, wo er für Bergmann-Borsig tätig war.
Durch Herkunft und Berufswahl in der Arbeiterwelt verwurzelt, war Dietrich Nummert künstlerisch interessiert und leitete Ende der 1940er Jahre in Bernburg (Saale) eine Laienspielgruppe, die im Bernburger Stadttheater auftrat.
Nach Krieg und Nazidiktatur trat Nummert in die FDJ ein und übte dort vorübergehend eine hauptamtliche Tätigkeit aus.
Um das Jahr 1957 absolvierte er einen zweijährigen Redakteurslehrgang des Journalistenverbandes der DDR in Berlin. Ab Februar 1956 arbeitete er in der Redaktion des Verlags Junge Welt Berlin. Dort publizierte er 1970 für den Zentralrat der FDJ die Biographie von Bruno Kühn, dem ältesten Bruder von Lotte Ulbricht. Außerdem war er für den DDR-Jugendverlag Verlag Neues Leben tätig und arbeitete bis August 1969 als stellvertretender Chefredakteur der Theoriezeitschrift für FDJ-Funktionäre Junge Generation, wofür ihn der Zentralrat der FDJ mit der Ehrenurkunde auszeichnete. Ende der 1970er bis Anfang der 1980er Jahre leitete er den Berliner „Club der Werktätigen“, in den er interessante Persönlichkeiten aus dem In- und Ausland zu Vorträgen einlud und die Gäste mit kulinarischen Spezialitäten verwöhnte.
Danach arbeitete er als freier Journalist und schrieb für unterschiedliche DDR-Zeitungen. Seit Beginn der 1990er Jahre verfasste er regelmäßig – zumeist biografische – Artikel für die Berlinische Monatsschrift beim Luisenstädtischen Bildungsverein, eine Zeitschrift in der Tradition der von Biester und Gedike 1783 gegründeten gleichnamigen Berlinischen Monatsschrift, die bis zum Jahr 2001 erschien. Dietrich Nummert zeigte großes Interesse an der Geschichte Berlins und verfasste viele Porträts stadtbekannter Berliner Persönlichkeiten. Seit 2007 begleitete er als regelmäßiger Besucher die Ausgrabungen der Archäologin Claudia Maria Melisch am Berliner Petriplatz.
Dietrich Nummert lebte bis zu seinem Tod in Berlin-Friedrichshain. Infolge einer Krebserkrankung starb er in einem Hospiz in Berlin-Pankow im Alter von 82 Jahren. Sein Grab befindet sich auf dem Friedhof Alt-Stralau.

## Texte/Aufsätze
- Er war Pionierleiter: Leben und Kampf des Berliner Arbeiterjungen Bruno Kühn. Verlag Junge Welt, Berlin 1970.
- Wege der Kortschagins, Junge Generation 1975, 1, S. 61–66.
- Nachwort und Anhang zu Horst Bastian: Barfuß ins Vaterland. Verlag Neues Leben Berlin, 1987, ISBN 3-355-00332-8.
- Irene Duchrow, Dietrich Nummert: Dem Reich der Freiheit werb’ ich Bürgerinnen. Louise Otto-Peters, Begründerin der deutschen Frauenbewegung. (Manuskript). Rundfunkvortrag im Deutschlandsender Kultur am 11. Mai 1991.
- Mit 24 schon Musikdirektor. Kantor und Lehrer Johann Crüger. In: Berlinische Monatsschrift (Luisenstädtischer Bildungsverein). Heft 4, 1998, ISSN 0944-5560, S. 64–68 (luise-berlin.de).
- Mozarts Reise in den Norden. In: Berlinische Monatsschrift (Luisenstädtischer Bildungsverein). Heft 5, 1998, ISSN 0944-5560, S. 27–32 (luise-berlin.de).
- Kunterbuntergang eines Dichters. Porträt über den Dichter Klabund. In: Berlinische Monatsschrift (Luisenstädtischer Bildungsverein). Heft 8, 1998, ISSN 0944-5560, S. 81–85 (luise-berlin.de).
- Bronzene Kunstwerke aus Meisterhand. Der Kunstgießer Hermann Gladenbeck. In: Berlinische Monatsschrift (Luisenstädtischer Bildungsverein). Heft 11, 1998, ISSN 0944-5560, S. 59–61 (luise-berlin.de).
- Jahre der Zuversicht und der Trauer. Zum Gedenken an Sonia Horn. In: Berlinische Monatsschrift (Luisenstädtischer Bildungsverein). Heft 11, 1998, ISSN 0944-5560, S. 92–96 (luise-berlin.de).
- Pergamon wurde seine Passion. Der Ingenieur Carl Humann. In: Berlinische Monatsschrift (Luisenstädtischer Bildungsverein). Heft 2, 1999, ISSN 0944-5560, S. 48–53 (luise-berlin.de).
- Der Augapfel der Kaiserstadt. Der Gastwirt Lorenz Adlon. In: Berlinische Monatsschrift (Luisenstädtischer Bildungsverein). Heft 5, 1999, ISSN 0944-5560, S. 70–75 (luise-berlin.de).
- Jagd nach Reichtum, Jagd auf Kunst. Kaufmann Eduard Arnhold. In: Berlinische Monatsschrift (Luisenstädtischer Bildungsverein). Heft 6, 1999, ISSN 0944-5560, S. 64–69 (luise-berlin.de).
- Böttgers Jahre in Berlin. In: Berlinische Monatsschrift (Luisenstädtischer Bildungsverein). Heft 10, 1999, ISSN 0944-5560, S. 79–85 (luise-berlin.de).
- Buddha oder der volle Ernst. Der Kriminalist Ernst Gennat. In: Berlinische Monatsschrift (Luisenstädtischer Bildungsverein). Heft 10, 1999, ISSN 0944-5560, S. 64–70 (luise-berlin.de).
- Als hielten alle den Atem an. Die Schauspielerin Carola Neher. In: Berlinische Monatsschrift (Luisenstädtischer Bildungsverein). Heft 11, 2000, ISSN 0944-5560, S. 57–62 (luise-berlin.de).
- Zwei verschiedene Handwerke. Der Scharfrichter Gustav Ludwig Völpel. In: Berlinische Monatsschrift (Luisenstädtischer Bildungsverein). Heft 12, 2000, ISSN 0944-5560, S. 130–135 (luise-berlin.de).
- Schreiben für die Wahrheit. Ernst Krause, alias Carus Sterne. In: Berlinische Monatsschrift (Luisenstädtischer Bildungsverein). Heft 2, 2001, ISSN 0944-5560, S. 60–65 (luise-berlin.de).
- Wanderer „per il mondo“. Der Bildhauer Balthasar Permoser. In: Berlinische Monatsschrift (Luisenstädtischer Bildungsverein). Heft 7, 2001, ISSN 0944-5560, S. 76–84 (luise-berlin.de).
- La Jana – die „vollkommene Blöße“. Die Schauspielerin Henriette Hiebel. In: Berlinische Monatsschrift (Luisenstädtischer Bildungsverein). Heft 7, 2001, ISSN 0944-5560, S. 119–125 (luise-berlin.de).